# Novák Ilona
Novák Ilona, Popper Imréné (Budapest, 1925. május 16. – Budapest, 2019. március 14.) olimpiai bajnok úszó, Novák Éva úszó nővére, Popper Imre (1915–2001) filmrendező és sportvezető felesége. Közel húsz éven keresztül tartozott a magyar úszósport élvonalába. 1941-től 1954-ig szerepelt a magyar válogatottban. Kiemelkedő eredményeit a magyar gyorsváltó és vegyes váltó tagjaként, illetve hátúszásban érte el. Az 1952. évi nyári olimpiai játékokon tagja volt a Novák Éva, Novák Ilona, Szőke Katalin, Temes Judit összeállítású, olimpiai bajnoki címet nyert magyar női gyorsváltónak. Pályafutása alatt húsz magyar csúcsot állított fel és kétszer volt tagja világrekordot úszó magyar váltónak.

## Sportpályafutása
1938-tól a MÚE (Magyar Úszó Egylet), majd 1950-től az Édosz és a Budapesti Kinizsi úszója volt. Első magyar bajnoki címét tizenöt évesen szerezte. 1941-ben már öt magyar bajnokságot nyert. 100 m gyorson nem teljesítette az akkori szabályok szerint a bajnoki címhez kötelező szintidőt, így ebben a versenyszámban nem nyert bajnokságot. Az 1947-es úszó-Európa-bajnokságon ötödik volt 100 méter háton és a 4 × 100 m gyorsváltóval. Ugyanebben az évben a főiskolás világbajnokságon három számban szerezte meg az elsőséget. A londoni olimpián 100 méter háton negyedik, a gyorsváltóval ötödik lett. 1941-ben és 1951-ben összesen egy arany- és három ezüstérmet nyert. Az helsinki olimpián olimpiai bajnok volt a 4 × 100 m gyorsváltóval. 100 méter gyorson nem jutott a döntőbe. Az 1954-es úszó-Európa-bajnokságon hetedik helyezést ért el 100 méter háton. A főiskolás vb-n ugyanebben a versenyszámban negyedik lett.
1960-ban a Magyar Testnevelési és Sport Tanács (MTST) tagjának nevezték ki. 1963-ban elvégezte a Testnevelési Főiskolát és az ELTE testnevelő tanára lett. Közben aktív szerepet vállalt a magyar úszósport vezetésében, 1971-től 1989-ig a Magyar Úszó Szövetség alelnöke, Magyar Úszó Szövetség elnökségi tagja (1993–) volt. 1974-től 1994-ig az Európai Úszószövetség elnökségi tagja, ezt követően tiszteletbeli tagja lett. Közben a Magyar Olimpiai Bizottság elnökségi tagja volt. 1971-től 1972-ig szövetségi kapitányként irányította a magyar úszóválogatottat. 1992-től az Olimpiai Érdemérem tulajdonosa. 1973-ban Novák Évával együtt az Úszó Hírességek Csarnoka tagjává választották.

## Sporteredményei
- olimpiai bajnok (1952: 4 × 100 m gyorsváltó)
- olimpiai 4. helyezett (1948: 100 m hát)
- olimpiai 5. helyezett (1948: 4 × 100 m gyorsváltó)
- kétszeres Európa-bajnoki 5. helyezett (1947: 100 m hát, 4 × 100 m gyorsváltó)
- négyszeres főiskolai világbajnok (1947: 100 m hát, 4 × 100 m gyorsváltó, 3 × 100 m vegyes váltó ; 1949: 3 × 100m vegyes váltó)
- háromszoros főiskolai világbajnoki 2. helyezett (1949: 100 m hát ; 1951: 100 m hát, 200 m hát)
- harmincötszörös magyar bajnok (huszonnyolcszoros egyéniben és hétszeres váltóban)
  - aranyérmes (35):
    - 1940: 100 m hát
    - 1941 (5): 200 m gyors, 400 m gyors, 100 m hát, 200 m vegyes, 4 × 100 m gyors
    - 1942 (6): 100 m gyors, 200 m gyors, 400 m gyors, 100 m hát, 200 m vegyes, 4 × 100 m gyors
    - 1943 (5): 100 m gyors, 200 m gyors, 400 m gyors, 100 m hát, 200 m vegyes
    - 1944 (4): 100 m gyors, 200 m gyors, 400 m gyors, 100 m hát
    - 1945 (4): 100 m gyors, 200 m gyors, 400 m gyors, 100 m hát
    - 1946 (3): 100 m hát, 4 × 100 m gyors, 100-200-100 m vegyes
    - 1947 (3): 100 m hát, 4 × 100 m gyors, 3 × 100 m vegyes
    - 1948 (4): 100 m gyors, 100 m hát, 200 m hát, 3 × 100 m vegyes
    - 1950: 200 m vegyes

  - ezüstérmes (7):
    - 1939: 100 m hát
    - 1943: 4 × 100 m gyors
    - 1947 (2): 100 m gyors, 200 m vegyes
    - 1950: 100 m hát
    - 1953: 100 m hát
    - 1955: 4 × 100 m gyors

  - bronzérmes (3):
    - 1950: 100 m gyors, 400 m gyors
    - 1955: 100 m hát

## Rekordjai

### 800 m gyors
- 12:03,4 (1943. szeptember 19., Budapest) országos csúcs

### 100 m hát
- 1:22,8 (1940. július 2., Budapest) országos csúcs (25 m)
- 1:22,4 (1940. szeptember 14., Budapest) országos csúcs
- 1:20,4 (1940. szeptember 26., Budapest) országos csúcs (33 m)
- 1:19,9 (1941. augusztus 25., San Remo) országos csúcs
- 1:19,0 (1941. október 28., Budapest) országos csúcs (33 m)
- 1:18,6 (1941. november 8., Bécs) országos csúcs (33 m)
- 1:17,5 (1942. szeptember 26., Budapest) országos csúcs (33 m)
- 1:17,2 (1943. december 20., Budapest) országos csúcs (33 m)
- 1:15,8 (1947. november 16., Budapest) országos csúcs (33 m)
- 1:15,6 (1948. március 15., Budapest) országos csúcs (33 m)
- 1:15,0 (1950. szeptember 23., Budapest) országos csúcs (33 m)
- 1:14,8 (1950. október 21., Székesfehérvár) országos csúcs (25 m)

### 200 m hát
- 3:05,8 (1940. január 6., Budapest) országos csúcs (33 m)
- 3:05,4 (1940. junius 29., Budapest) országos csúcs
- 3:04,0 (1940. szeptember 8., Budapest) országos csúcs
- 3:01,2 (1940. szeptember 15., Budapest) országos csúcs
- 2:58,0 (1940. december 30., Budapest) országos csúcs (33 m)
- 2:55,4 (1942. augusztus 16., Budapest) országos csúcs
- 2:52,2 (1947. június 29., Budapest) országos csúcs (33 m)
- 2:42,8 (1950. július 6., Székesfehérvár) országos csúcs
- 2:41,8 (1950. október 28., Székesfehérvár) országos csúcs (25 m)

### 3 × 100 m vegyes váltó
- 3:41,2 (1950. október 14., Budapest) (Novák Ilona, Székely Éva, Temes Judit) világcsúcs

### 4 × 100 m gyorsváltó
- 4:24,4 (1952. augusztus 1., Helsinki) (Novák Ilona, Temes Judit, Novák Éva, Szőke Katalin) világcsúcs

## Díjai, elismerései
- Magyar Köztársasági Érdemérem arany fokozat (1947)[4]
- Magyar Köztársasági Sportérdemérem arany fokozat (1949)[5]
- Magyar Népköztársasági Sportérdemérem arany fokozat (1951)[6]
- A Magyar Népköztársaság kiváló sportolója (1951)[7]
- Az FTC örökös bajnoka (1974)
- Az FTC aranydiplomáa (1984)
- Az Úszó Hírességek Csarnoka tagja (1973)
- Olimpiai Érdemrend (1992)
- Magyar Köztársaságért Sportdíj (1994)
- A magyar úszósport halhatatlanja (2015)[8]